# Roberto Juarroz
Roberto Juarroz (Coronel Dorrego, 5 ottobre 1925 – Buenos Aires, 31 marzo 1995) è stato un poeta argentino.

## Biografia
La sua opera è riunita con il titolo unico di Poesia verticale. Varia solo il numero d'ordine, da raccolta a raccolta: Seconda, Terza, Quarta ..Poesia Verticale. Neanche i poemi che compongono ogni raccolta hanno dei titoli. Laureatosi nella Facoltà di Filosofia e lettere e in Scienze della Comunicazione dell'Università di Buenos Aires, approfondì i suoi studi alla Sorbona. In seguito fu professore titolare della stessa università dove esercitò la docenza per trent'anni. Con l'arrivo del generale Peron andò in esilio.
Lavorò per l'UNESCO e l'Organizzazione degli Stati Americani in diversi paesi e tra il 1958 e il 1965 diresse, in collaborazione con Mario Morales, venti numeri della rivista Poesía = Poesía. Collaborò con numerose pubblicazioni argentine e straniere e fu critico bibliografico del quotidiano La Gaceta de Tucumán (1958-63), crítico cinematografico della rivista Esto es (Buenos Aires, 1956-58) e traduttore di vari libri di poesia straniera, in particolare di Antonin Artaud. La sua poesia è stata molto studiata e tradotta in diverse lingue. Dal giugno 1984 fu membro dell'Accademia Argentina di Lettere. Ricevette vari premi, tra cui il "Jean Malrieu" di Marsiglia, e il premio della "Biennale Internazionale di Poesía", a Liegi, Belgio, nel settembre del 1992.